# Vasili Sokolovski
Vasili Danilovici Sokolovski (în rusă Василий Данилович Соколовский) (n. 21 iulie 1897 – d. 10 mai 1968) a fost un mareșal rus, dintre principalii comandanți militari sovietic din timpul celui de-al Doilea Război Mondial. 
1. 1 2  Wassili Danilowitsch Sokolowski, Brockhaus Enzyklopädie
2. 1 2  Vasily Danilovich Sokolovsky, Find a Grave, accesat în 9 octombrie 2017
3. 1 2  Vasily Sokolovsky, SNAC, accesat în 9 octombrie 2017
4. 1 2  Соколовский Василий Данилович, Marea Enciclopedie Sovietică (1969–1978)[*]